# Messor lariversi
Messor lariversi es una especie de hormiga del género Messor, subfamilia Myrmicinae.